# Патриотическое движение за обновление
Патриотическое движение за обновление (фр. Mouvement Patriotique pour le Renouveau) — политическая партия в Мали, основанная в 9 января 1995 году Чогуэлем Майга.

## Участие в выборах

### Президентские
Кандидатом от партии на президентских выборах, состоявшихся 28 апреля 2002 года, был Чогуэл Кокалла Майга, набравший 2,7 % голосов. Во втором муре выборов он поддержал Амаду Тумани Туре.
Глава партии также баллотировался в 2013 (во втором туре поддержал Ибраима Бубакару Кейта) и 2018 годах, однако набирал 2,29 и 2,16 % соответственно.

### Парламентские
В апреле 1997 года партия получила 6,79 % голосов.
В 2002 году партия получила 5 мест в Национальной ассамблее, выступая в движении «Альтернатива 2002» вместе с Объединением за Мали.
Однако уже к 2007 году партия была в коалиции «Альянс за демократию и прогресс» (8 мест), главных противников старых союзников партии.
В 2013 году партия шла самостоятельно и получила 3 места.

## Статистика выборов
| Год           | Выборы                                      | Результат   |
| 1997 (апрель) | Парламентские выборы                        | 6,79%       |
| 2002          | Президентские выборы (Чогуэл Кокалла Майга) | 2,7%        |
| 2002          | Парламентские выборы                        | 5 мест      |
| 2004          | Муниципальные выборы                        | 444 человек |
| 2007          | Парламентские выборы                        | 8 мест      |
| 2009          | Муниципальные выборы                        | 396 человек |
| 2013          | Парламентские выборы                        | 3 места     |
| 2013          | Президентские выборы (Чогуэл Кокалла Майга) | 2,29%       |
| 2018          | Президентские выборы (Чогуэл Кокалла Майга) | 2,16%       |